# Янга (приток Унжи)

Янга — река в России, протекает в Мантуровском районе Костромской области. Устье реки находится в 151 км по правому берегу реки Унжа. Длина реки составляет 23 км, площадь водосборного бассейна 261 км².
Исток Янги расположен восточнее деревни и ж/д станции Костриха в 1 км к западу от Мантурово. Течёт на северо-восток, затем на восток. Близ реки располагаются деревни Костриха, Никулино, Шашки, Рогово, Красково. Нижнее течение проходит по северо-восточной части города Мантурово, где река впадает в Унжу.

### Притоки (км от устья)
- 1,3 км: река Ворос (лв)
- 13 км: река Спасская Янга (лв)

## Данные водного реестра
По данным государственного водного реестра России относится к Верхневолжскому бассейновому округу, водохозяйственный участок реки — Унжа от истока и до устья, речной подбассейн реки — Бассей притоков Волги ниже Рыбинского водохранилища до впадения Оки. Речной бассейн реки — (Верхняя) Волга до Куйбышевского водохранилища (без бассейна Оки).
По данным геоинформационной системы водохозяйственного районирования территории РФ, подготовленной Федеральным агентством водных ресурсов:
- Код водного объекта в государственном водном реестре — 08010300312110000015815
- Код по гидрологической изученности (ГИ) — 110001581
- Код бассейна — 08.01.03.003
- Номер тома по ГИ — 10
- Выпуск по ГИ — 0